# ヘルカム!
『ヘルカム！』は、八奈川景晶による日本のライトノベル。イラストはななせめるちが担当している。第22回ファンタジア大賞読者賞受賞作。富士見ファンタジア文庫（富士見書房）にて2011年1月から2012年3月まで刊行された。

## ストーリー
「誰もやろうともしなく、そしてたとえ思っていてもできない事をあえてやってみたい」と日々思う主人公・義貴は、ある日突然目の前に佇む少女・那由多から「地獄ってステキだと思いませんか？」と尋ねられ、耳を疑いつつも好奇心で同意した。かくして那由多にとって頭を悩ませる地獄のような勧誘の毎日と、そして恋の物語がはじまった。

## 登場人物
黒田 義貴（）
物語の主人公。平凡な毎日に退屈し、「誰もやろうともしなく、そしてたとえ思っていてもできない事をあえてやってみたい」と日々願っている。ある日那由多から「地獄ってステキだと思いませんか？」と尋ねられ、好奇心から同意した。素行は良く、学力も運動能力にも優れ、時折見せるエキゾチックな笑みから女生徒からの人気は高いが、その「普通を嫌う性格」故に時々問題を起こし、学園ではある意味「問題児」と呼ばれている。
近村 那由多（）
物語のヒロイン。地獄から来た「警武官」で、現世に彷徨う「迷霊」をあの世に送る仕事をしている傍ら地獄の勧誘もしている。アニメ好きで、現世から来た霊からの情報で日本のアニメに憧れており、地獄では警武官の立場上歌えずにいたが、現世に来て義貴と知り合って以来、義貴の協力の下、カラオケボックスでアニメソングを熱唱している。迷霊との闘いの時は特殊な銃を使用する他、近接戦闘に長け、篭手を装着して至近距離からの弾丸も弾き飛ばすほどの動体視力と体術で応戦する。
近村 刹那（）
那由多の姉で、現世を管理する地獄側の「日本自治区統括長」。容姿端麗・文武両道で、異例の速さで統括長の座に就いた。しかし警武官の人員の少なさから管理に支障をきたすと上層部に進言したが聞き入れてもらえず、「奥の手」として妹の那由多に現世での管理及び勧誘の命を与えた。那由多の武術の師でもあり、審官30人を相手にしても瞬殺できるほど。
添島 涼（）
現世を管理する天国側の「審官」。義貴・那由多と同年齢で、可憐な容姿に反して性格は大雑把かつ短気で、度重なる迷霊の掃討に上部に人員増加を進言したが聞き入れてもらえず不満を漏らしている。地獄側との初戦において刹那一人に抵抗することなく全滅した事に屈辱を覚え、上層部も地獄側への監視のために義貴・那由多の通う学園へ転校するように命令され、義貴たちを監視する事にした。

## 用語・設定
地獄
一般では現世で悪事を働いた者が行き、罪の分だけ苦しめられると知られているが、実際は現世と全く変わらず、誰もが現世と変わらず平和な日々を過ごしている。
天国
一般では現世で良事をした者が行く事を許される極楽浄土の地として知られているが、実際は徹底した管理体制が敷かれ、個人の自由など全く存在しない「本当の地獄」。「宣伝戦略」により太古の昔により人々に、地獄に悪いイメージを植え付け天国へと勧誘し、天国の人口を拡大させていた。
警武官
現世を管理し、迷霊を天国・地獄へ送るための機関で、天国・地獄共に存在し、天国は「審官」と呼び名を変えている。
境界侵食
天国・地獄が現世へと行き来する方法で、時空を開口させる侵入する。開口時には空間の金切り音が聞え、大人数を進入させようとすると空間に歪が生じる危険性もあり、周囲の窓ガラスなども衝撃で破損する。
迷霊（）
死んだ後も、現世に未練を残しているか、また悪意を持っての何らかの理由で現世に留まっている霊魂。心臓部に弾丸を打ち込むと成仏する。

## 既刊一覧
- 八奈川景晶（著）・ななせめるち（イラスト）、富士見書房〈富士見ファンタジア文庫〉、全4巻
  - 『ヘルカム！ 地獄って、ステキだと思いませんか？』、2011年1月20日発売[2]、ISBN 978-4-8291-3609-6
  - 『ヘルカム！2 地獄を嫌いになってね、おにーちゃん？』、2011年5月20日発売[3]、ISBN 978-4-8291-3646-1
  - 『ヘルカム！3 絶対、地獄（）をデレさせる！』、2011年11月20日発売[4]、ISBN 978-4-8291-3697-3
  - 『ヘルカム！4 誰が為に地獄は微笑む？』、2012年3月17日発売[5]、ISBN 978-4-8291-3747-5